# Stolnica sv. Marije v Talinu
Stolnica sv. Marije v Talinu (estonsko Toomkirik, polno ime Tallinna Neitsi Maarja Piiskoplik Toomkirik, nemško Ritter- und Domkirche) je stolnica na hribu Toompea v Talinu v Estoniji. Prvotno so jo v 13. stoletju ustanovili Danci in je najstarejša cerkev v Talinu in celinski Estoniji. Je tudi edina stavba v Toompei, ki je preživela požar iz 17. stoletja.
Prvotno rimskokatoliška stolnica je leta 1561 postala luteranska, zdaj pa pripada estonski evangeličanski luteranski cerkvi. Tu je sedež talinskega nadškofa, duhovnega voditelja estonske evangeličansko-luteranske cerkve in predsednika upravne sinode te cerkve.

## Zgodovina
Prva cerkev je bila lesena, najverjetneje že zgrajena do leta 1219, ko so Danci napadli Talin. Leta 1229 so ob prihodu bratov dominikancev začeli graditi kamnito cerkev, ki je nadomestila staro leseno. Menihi so bili ubiti v spopadu med vitezi meča in vazali, ki so podpirali papeževega legata leta 1233, zato je bila cerkev oskrunjena. Pismo z dovoljenjem za novo posvečenje je bilo poslano v Rim leta 1233 in to je prvi zapis o obstoju cerkve. 
Dominikanci niso mogli dokončati stavbe. Pravzaprav so zgradili le osnovne stene. Stavba je bila dokončana leta 1240 in je bila enoladijska stavba s pravokotnim korom.
Leta 1240 so jo poimenovali tudi stolnica in jo posvetili v čast Device Marije. V začetku 14. stoletja se je začela obnova cerkve. Cerkev so povečali. Obnova se je začela z gradnjo novega kora. Približno v istem času je bila zgrajena nova zakristija.
Širitev enoladijske stavbe na triladijsko se je začela v 1330-ih. Gradbena dela pa so trajala skoraj 100 let. Novi vzdolžni del cerkve, dolg 29 metrov, zgrajen po načelih bazilike, je bil dokončan v 1430-ih. Vendar so bili pravokotni stebri ladje dokončani v drugi polovici 14. stoletja.
Cerkev je v velikem požaru leta 1684, ko je bila uničena celotna lesena oprema, utrpela veliko škodo. Nekateri oboki so se porušili, številni kamniti izrezljani detajli pa so bili močno poškodovani - zlasti v koru.
Leta 1686 so po požaru cerkev praktično na novo zgradili, da bi jo obnovili v prejšnje stanje. Novo prižnico s figurami apostolov (1686) in oltarno podobo (1696) je izdelal estonski kipar in rezbar Christian Ackermann.
Zunanjost cerkve je iz 15. stoletja, zvonik pa iz 18. stoletja. Večina cerkvene opreme sega v 17. in 18. stoletje. Od leta 1778 do 1779 je bil v zahodnem delu ladje zgrajen nov baročni zvonik.
Omeniti je treba tudi številne različne nagrobnike iz 13. – 18. stoletja, v kamen izrezljane sarkofage iz 17. stoletja, tudi oltar in kor, lestence, številne grbe iz 17. - 20. stoletja. Dva od štirih zvonov cerkve segata v 17. stoletje, dva iz 18. stoletja. Orgle so bile izdelane leta 1914.
Med ljudmi, pokopanimi v stolnici, je češki plemič Jindřich Matyáš Thurn, eden voditeljev protestantskega upora proti cesarju Ferdinandu II. in v dogodkih, ki so privedli do tridesetletne vojne; švedski vojak Pontus De la Gardie in njegova žena Sofia Johansdotter Gyllenhielm (hči Ivana III.); pa tudi Škot Samuel Greig (prej Samuil Karlovich Greig iz ruske mornarice); švedska feldmaršala in bratranca Otto Wilhelm in Fabian von Fersen in ruski pomorščak in raziskovalec Adam Johann von Krusenstern.

## Zanimivosti
V bližini glavnega vhoda je kamnita plošča z napisom: »Grob Otta Johanna Thuveja, posestnika Edise, Vääne in Koonuja, 1696 n. št.« Po legendi je bil Thuve še posebej poželjiv moški, ljubil je razkošne zabave z vinom, ženske in pesem. Na smrtni postelji pa ga je premagalo obžalovanje. Zato je prosil, da ga pokopljejo na pragu stolne cerkve, da bi mu pobožni ljudje, ki so pokleknili in molili pred vhodom v cerkev, rešili dušo. V posmehljivem Talinskem domačem jeziku trdijo, da je Thuve hotel pogledati pod krila mladenk tudi po svoji smrti.

## Galerija
- Zunanjost
- Oltar v stolnici
- Grobnice
- Detajl Sofijinega nagrobnika
- Orgle